# Darla Crane
Darla Crane (født 21. maj 1966 i Los Angeles, Californien) er en amerikansk pornoskuespiller.
Darla Crane begyndte sin karrierer i 1990 indenfor genrene softcore, pin-up, fetish og blød bondage i pornomagasiner og -videoer. I 1997 begyndte hun selv at skrive, producere og redigere fetishporno, samtidig med at hun stadig lavede porno og modelarbejde. Darla begyndte også at optræde i hardcore porno, som begyndte at blive meget populært i 2000. To år senere startede hun sin egen private hjemmeside. I midten af 00'erne tog hun en pause fra sin karrierer, men vendte tilbage til pornobranchen igen i 2009.

## Priser og nomineringer
| År   | Pris | Resultat  | Kategori                          | Værk |
| ---- | ---- | --------- | --------------------------------- | ---- |
| 2003 | XRCO | Nomineret | Unsung Siren                      | N/A  |
| 2012 | AVN  | Nomineret | MILF/Cougar Performer of the Year | N/A  |
| 2012 | XRCO | Nomineret | Best Cumback                      | N/A  |
| 2015 | AVN  | Nomineret | Fan Award: Hottest MILF           | N/A  |
| 2016 | AVN  | Nomineret | Fan Award: Hottest MILF           | N/A  |